# Isabel Hinz
Isabel Hinz (* 26. Juli 1996 in Hamburg) ist eine deutsche Schauspielerin.

## Leben
Isabel Hinz stammt aus Buchholz in der Nordheide, wo sie im Sommer 2016 am Albert-Einstein-Gymnasium ihr Abitur ablegte. Über eine Theaterwerkstatt an ihrer Schule kam sie zum Schauspiel. Während ihrer Schulzeit wirkte Hinz, die seit ihrem 12. Lebensjahr Gesangs- und Schauspielunterricht nimmt, bei mehreren Theater- und Musicalproduktionen im Veranstaltungszentrum „Empore Buchholz“ mit. Von 2012 bis 2019 erhielt sie agenturinternen Schauspielunterricht in Hamburg.
2012 stand Hinz in dem Fernsehfilm Arnes Nachlass erstmals vor der Kamera. 2016 spielte sie in der Nebenrolle der Maja in dem 2017 erstmals gesendeten TV-Film Ellas Baby mit. Danach folgten Rollen in mehreren TV-Krimiformaten. In der ZDF-Krimireihe Unter anderen Umständen spielte sie im Fernsehfilm Das Geheimnis der Schwestern (2018) ein junges Mädchen, dessen Mutter aus finanzieller Not als Teilzeit-Prostituierte arbeitet. In der 16. Staffel der ZDF-Serie SOKO Wismar (2019) übernahm sie eine Episodenrolle. In der 6. Staffel der TV-Serie Morden im Norden (2019) hatte sie eine weitere Episodenrolle als Lotta, die als Zeugin zum Tode eines übergewichtigen Mädchens aus ihrer Jugendclique aussagt.
In der 15. Staffel der ZDF-Serie Notruf Hafenkante (2021) spielte Hinz als Schülerin und Abiturientin Pauline Jahn eine der Episodenhauptrollen. In der 4. Staffel der ZDF-Serie SOKO Hamburg (2021) übernahm Hinz eine der Episodenrollen als Freundin eines tot aufgefundenen Jungbauern. Von März 2022 bis September 2022 spielte Hinz in der RTL-Produktion Gute Zeiten, schlechte Zeiten die Rolle der Tischlerin Gina Wallenberg, in der sie die Freundin der Rollenfigur Paul (Niklas Osterloh) sowie die Mutter der Rolle Tom verkörpert.
Hinz lebt in Berlin.

## Filmografie
- 2013: Arnes Nachlass (Fernsehfilm)
- 2017: Ellas Baby (Fernsehfilm)
- 2018: Unter anderen Umständen: Das Geheimnis der Schwestern (Fernsehreihe)
- 2019: SOKO Wismar (Fernsehserie, Folge Zu Tode erschreckt)
- 2019: Morden im Norden (Fernsehserie, Folge Unter der Haut)
- 2020: Tatort: Krieg im Kopf (Fernsehreihe)
- 2021: Notruf Hafenkante (Fernsehserie, Folge Abistreich)
- 2021: SOKO Hamburg (Fernsehserie, Folge Mord unter Kühen)
- 2022: Gute Zeiten, schlechte Zeiten (Fernsehserie, Folgen 7474–7590)
- 2022: Die Kanzlei (Fernsehserie, Folge Fehlfarben)
- seit 2024: Die Spreewaldklinik (Fernsehserie)